# اوغتال‌چایدام
شهرستان اوغتال‌چایدام (به زبان مغولی: Угтаалцайдам сум، [Ugtaalcajdam sum]؛ ᠤᠭᠲᠠᠭᠠᠯ ᠴᠠᠶᠢᠳᠠᠮ ᠰᠤᠮᠤ، [uɣtaɣal čayidam sumu]) یا اوغتال (Угтаал сум، [Ugtaal sum]؛ ᠤᠭᠲᠠᠭᠠᠯ ᠰᠤᠮᠤ، [uɣtaɣal sumu]) یک شهرستان (سُوم) در مغولستان است که در استان توف واقع شده‌است.

## تقسیمات اداری
شهرستان اوغتال‌چایدام متشکل از ۳ قصبه (باغ) می‌باشد، شامل:
- آسغات (مغولی: Асгат баг، [Asgat bag]؛ ᠠᠰᠭᠠᠲᠤ ᠪᠠᠭ، [asɣatu baɣ])
- تالین‌اُول (مغولی: Талын уул баг، [Talyn uul bag]؛ ᠲᠠᠯ᠎ᠠ ᠢᠢᠨ ᠠᠭᠤᠯᠠ ᠪᠠᠭ، [tal-a-yin aɣula baɣ])
- خارچولوت (مغولی: Хар чулуут баг، [Xar čuluut bag]؛ ᠬᠠᠷ᠎ᠠ ᠴᠢᠯᠠᠭᠤᠲᠤ ᠪᠠᠭ، [qar-a čilaɣutu baɣ])